# Relações entre Estados Unidos e Santa Sé
As relações entre Estados Unidos e Santa Sé são as relações bilaterais formalmente estabelecidas entre os Estados Unidos da América e a Santa Sé. O chefe da missão diplomática estadunidense é o Embaixador dos Estados Unidos junto à Santa Sé, cargo atualmente ocupado por Laura Hochla desde 2023. Por outro lado, a Santa Sé é representada em território estadunidense por seu Núncio Apostólico, Cardeal Christophe Pierre, que assumiu o cargo após ser nomeado pelo Papa Francisco em 12 de abril de 2016. A Embaixada dos Estados Unidos junto à Santa Sé está localizada em Roma, na Villa Domiziana. A Nunciatura para os Estados Unidos está localizada em Washington, DC, na Avenida Massachusetts.

## História

### 1797-1867
Os Estados Unidos mantiveram relações consulares com os Estados Papais de 1797 (sob o Presidente George Washington e o Papa Pio VI) até 1867 durante o governo de Andrew Johnson e o pontificado de Pio IX. De 1848 a 1867, os Estados Unidos reconheceram o Papa como chefe de Estado dos Estados Pontifícios e mantiveram relações diplomáticas em segundo nível com o Papado, mantendo um encarregado de negócios ao invés de um embaixador. 
Esse contato diplomático foi encerrado quando, em 28 de fevereiro de 1867, o Congresso dos Estados Unidos aprovou uma legislação que proibia qualquer financiamento futuro de missões diplomáticas dos Estados Unidos à Santa Sé. Esta decisão foi baseada no aumento do discurso anticatólico nos Estados Unidos, alimentado pela condenação e enforcamento de Mary Surratt, uma católica, por participar da conspiração para assassinar o Presidente Abraham Lincoln. Seu filho, John Surratt, também católico, foi acusado de conspirar com John Wilkes Booth no assassinato. Ele recebeu refúgio da Igreja Católica Romana e fugiu para a Itália, onde serviu como zuavo papal. Houve também uma alegação de que o Papa havia proibido a celebração de serviços religiosos protestantes, antes realizados semanalmente na residência do encarregado de negócios estadunidense em Roma, dentro dos limites da cidade.

### 1867–1984

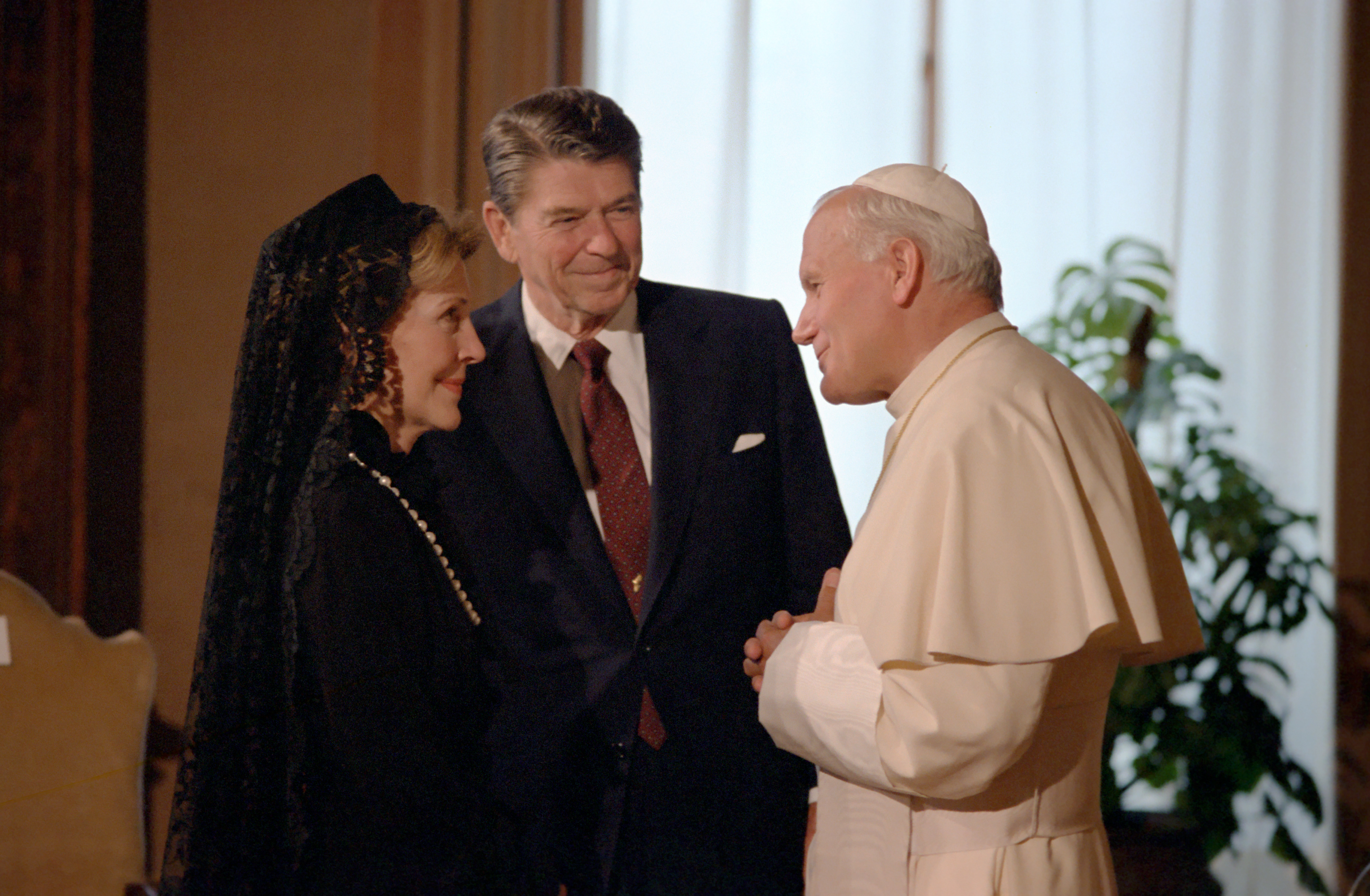
O Presidente Ronald Reagan e a Primeira-dama Nancy Reagan visitam o Papa João Paulo II na Biblioteca Apostólica, em 1982. Ambos os líderes foram responsáveis pelo estabelecimento de relações diplomáticas entre as duas entidades soberanas.

De 1867 a 1984, os Estados Unidos não mantiveram relações diplomáticas com a Santa Sé. Vários presidentes designaram enviados pessoais para visitar a Santa Sé periodicamente para discutir questões humanitárias e políticas internacionais. O Diretor-geral dos Correios dos Estados Unidos James Farley foi o primeiro desses representantes. Farley foi o primeiro oficial de alto escalão do Governo Federal estadunidense a normalizar as relações com a Santa Sé em 1933, quando ele partiu para a Europa, junto com o Comissário de Relações Exteriores da União Soviética Maxim Litvinov no transatlântico italiano SS Conte di Savoia. Na Itália, Farley teve uma audiência com o Papa Pio XI e um jantar com o então Cardeal Pacelli, que sucederia ao Papado em 1939. Myron Charles Taylor serviu aos presidentes Franklin D. Roosevelt e Harry S. Truman de 1939 a 1950.
Os presidentes Nixon, Ford, Carter e Reagan também nomearam enviados pessoais ao Papa. Além disso, todos esses presidentes, além de Truman,  Eisenhower, Kennedy, Johnson, e todos os presidentes posteriores, acompanhados de suas respectivas Primeiras-damas habitualmente vestidas de negro, buscaram simbolicamente a benção papal, normalmente durante os primeiros meses de sua administração, e geralmente viajando ao Vaticano para fazê-lo.
Em 20 de outubro de 1951, o presidente Truman nomeou o General Mark W. Clark para ser o Emissário dos Estados Unidos junto à Santa Sé. Clark posteriormente retirou sua indicação em 13 de janeiro de 1952, após protestos do Senador Tom Connally (D-TX) e de grupos protestantes. A proibição oficial durou até 22 de setembro de 1983, quando foi revogada pelo "Ato Richard Lugar".
O Vaticano têm sido historicamente acusado de uma postura de antiamericanismo, pelo menos até a presidência de John F. Kennedy (ver Americanismo (heresia), nativismo e anticatolicismo nos Estados Unidos). O grosso da acusação é encontrado no livro de Paul Blanshard, American Freedom and Catholic Power, que atacou a Santa Sé sob o argumento de que era "uma instituição perigosa, poderosa, estrangeira e antidemocrática".

### 1984-presente

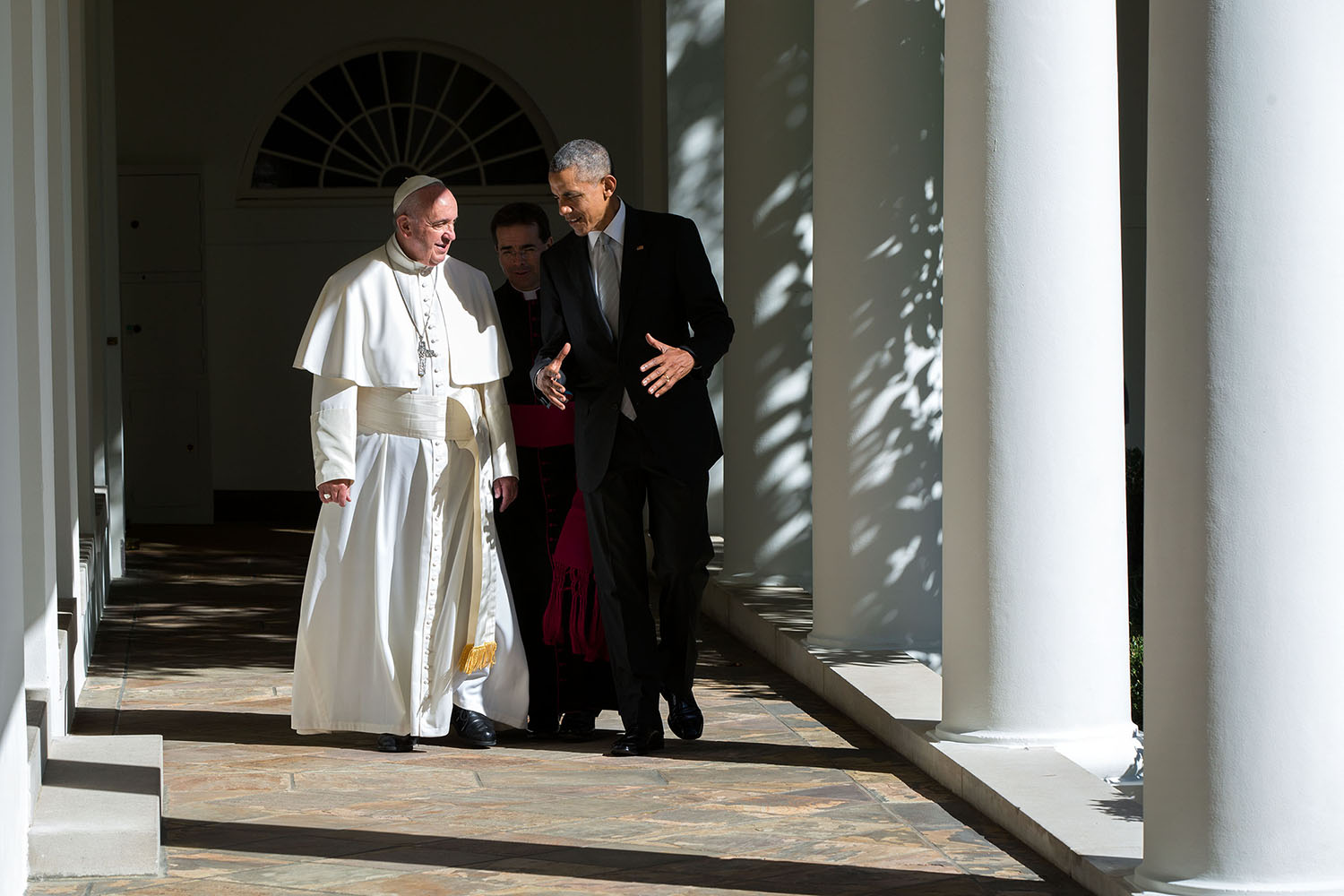
Barack Obama caminha com o Papa Francisco na Ala Oeste da Casa Branca, em setembro de 2015. Obama e Papa Francisco mantiveram um discurso profundamente alinhado na defesa de maior democracia, garantia dos direitos humanos e esforços pela paz mundial.

Os Estados Unidos e a Santa Sé anunciaram o estabelecimento de relações diplomáticas em 10 de janeiro de 1984. Em nítido contraste com o longo histórico de forte oposição interna, desta vez houve muito pouca oposição do Congresso, dos tribunais e de grupos protestantes. Em 7 de março de 1984, o Senado confirmou William A. Wilson como o primeiro embaixador dos Estados Unidos à Santa Sé. O embaixador Wilson era o enviado pessoal do presidente Reagan ao Papa desde 1981. A Santa Sé nomeou o Arcebispo de Mauriana Pio Laghi como o primeiro núncio apostólico da Santa Sé nos Estados Unidos. Laghi era o legado apostólico de João Paulo II na Igreja Católica nos Estados Unidos desde 1980. As relações entre a Presidência Reagan e o Papa João Paulo II eram estreitas, especialmente por causa de seu anticomunismo compartilhado e grande interesse em forçar os soviéticos a deixar a Polônia. Além disso, eles dois criaram um vínculo comum por terem sobrevivido a tentativas de assassinato com apenas seis semanas de intervalo na primavera de 1981.

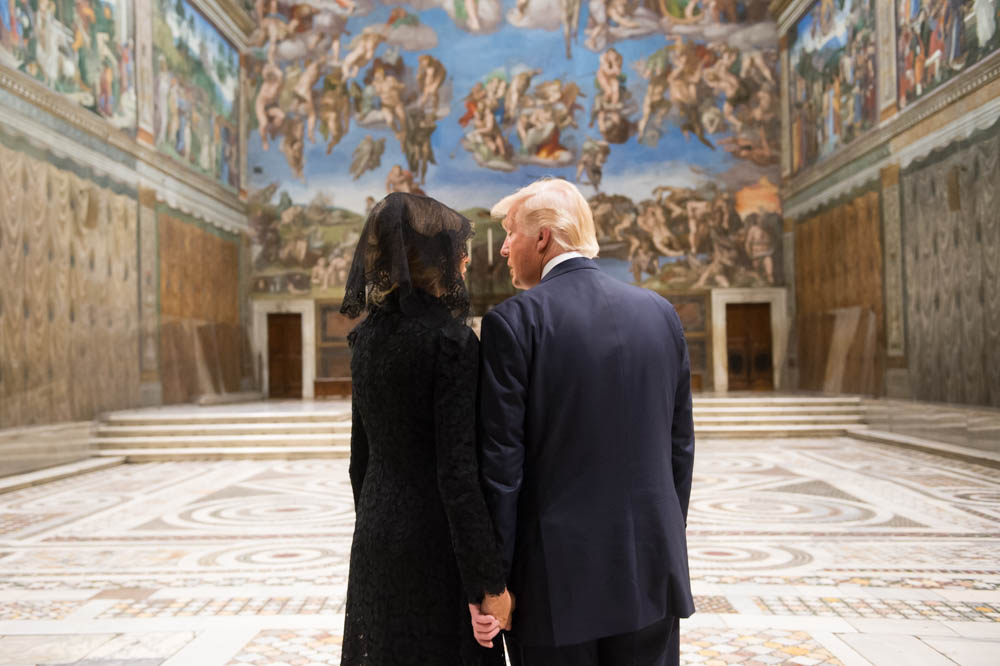
Presidente Donald Trump e a Primeira-dama Melania Trump na Capela Sistina, em 2017. Melania foi a primeira Primeira-dama de confissão católica romana desde Jacqueline Kennedy, que ocupou o cargo de 1961 a 1963.

Após os Ataques de 11 de setembro de 2001 e o início da subsequente guerra contra o terrorismo promovida pelos Estados Unidos, o Vaticano adotou uma postura crítica sobre o uso da força bélica para fins políticos, o terrorismo e a própria invasão ao Iraque de 2003. Em 10 de julho de 2009, o presidente Barack Obama e o papa Bento XVI se encontraram em Roma. A mudança planejada da embaixada dos Estados Unidos na Santa Sé para o mesmo local que a embaixada dos Estados Unidos na Itália atraiu críticas de vários ex-embaixadores dos Estados Unidos.
 

Em 27 de março de 2014, Barack Obama e o Papa Francisco se reuniram no Vaticano; seguiu-se a visita do Papa Francisco à América do Norte em 2015. Na ocasião, após sua visita histórica a Cuba, Papa Francisco participou do Encontro Mundial das Famílias na Filadélfia e também visitou Washington, D.C. e Nova Iorque.